# Опел мока
Опел мока је кросовер који производи немачка фабрика аутомобила Опел. Производи се од 2012. године.

## Прва генерација (2012–2021)
Опел мока је градски кросовер са петоро врата и пет седишта. Представљен је на сајму аутомобила марта 2012. године у Женеви, а на тржишту се нашао крајем исте године. Позициониран је испод веће антаре, односно грандленд икса од 2017. године и може бити доступан са погоном на предње точкове или на сва четири точка. Исти назив користи и за тржиште Уједињеног Краљевства, али под брендом Воксол. У Кини и Северној Америци продаје се као Бјуик енкор. Енкор је представљен 2012. у Детроиту, а на тржишту се појавио јануара 2013. године. Од моке се разликује само по предњој маски хладњака. Мока је технички иста као Шевролет тракс, и по дизајну се незнатно разликују. Оба се производе у Јужној Кореји, а због велике потражње ових модела Опел је 2014. године покренуо још једну фабрику у Сарагоси у Шпанији.
На Euro NCAP креш тестовима аутомобил је 2012. године добио максималних пет звездица.
У моку се уграђују бензински мотори од 1.4 (140 КС) и 1.6 (115 КС), као и дизел-мотори од 1.7 (130 КС). Једна верзија дизела доступна је са погоном 4x4.

На салону аутомобила у Женеви 2016. године, представљен је редизајн, који добија нову индентификациону ознаку мока икс (Mokka X). Поред нове ознаке рестилизовани аутомобил је добио и нови мотор са шестостепеним аутоматским мењачем и адаптивним погоном на сва четири точка, затим предње и задње светлосне групе. У унутрашњости нове су инструмент табла и централна конзола.
- Опел мока
- Бјуик енкор
- Шевролет тракс
- Мока икс
- Мока икс

## Друга генерација (2020–)
Друга генерација моке је најављена у августу 2018. од стране изложбеног аутомобила Оpel GT X Екпериментал концепт, а представљена је 24. јуна 2020. године.
Сада заснован на заједничкој модуларној платформи (ЦМП) бивше ПСА групе, аутомобил је доступан са електричном верзијом названом мока-е.

ИЦЕ верзија је представљена 2. септембра 2020. Продаја друге генерације Мокке почела је са моделном годином 2021, 23. децембра 2020. Постоје три опције мотора, укључујући 1,2-литарски турбо бензинац са три цилиндра од 100 КС (74 кВ; 99 КС) и 205 Нм обртног момента са 6-брзинским мануелним мењачем и 1,2-литарским турбо мотором од 130 КС (96 кВ; 128 КС) и 230 Нм обртног момента у комбинацији са стандардним 6-степеним мануелним или 8-степеним аутоматским мењачем. Док је једини дизел мотор у понуди 1,5-литарски четвороцилиндрични мотор са 110 КС (81 кВ; 108 КС) и 250 Нм обртног момента, који се нуди искључиво са 6-степеним мануелним мењачем
- Мока II
- унутрашњост